# Premio TV - Premio regia televisiva 1999
La trentanovesima edizione del Premio Regia Televisiva, condotta da Daniele Piombi, si svolse al teatro Ariston di Sanremo il 25 maggio 1999 e fu trasmessa in diretta su Rai Uno. La serata fu seguita da 6.658.000 telespettatori con uno share del 26,40%.

## Premi

### Top Ten (migliori dieci programmi)
- Le Iene (Italia 1)
- C'era un ragazzo (Rai Uno)
- Un medico in famiglia (Rai Uno)
- Striscia la notizia' (Canale 5)
- Comici (Italia 1)
- Barracuda (Italia 1)
- Quelli che il calcio (Rai Due)
- Per un pugno di libri (Rai Tre)
- Superquark (Rai Uno)
- Il Festival di Sanremo (Rai Uno)

### Miglior personaggio femminile
- Simona Ventura

### Miglior personaggio maschile
- Teo Teocoli

### Miglior rivelazione
- Gianni Morandi

### Miglior telegiornale
- TG2